# Bassin de Dresde
Le bassin de Dresde (Elbtalkessel en allemand) est une partie de la vallée de l’Elbe longue de 45 kilomètres et large de 10 kilomètres, entre les villes de Pirna et Meißen. La ville de Dresde se trouve dans le bassin de Dresde.

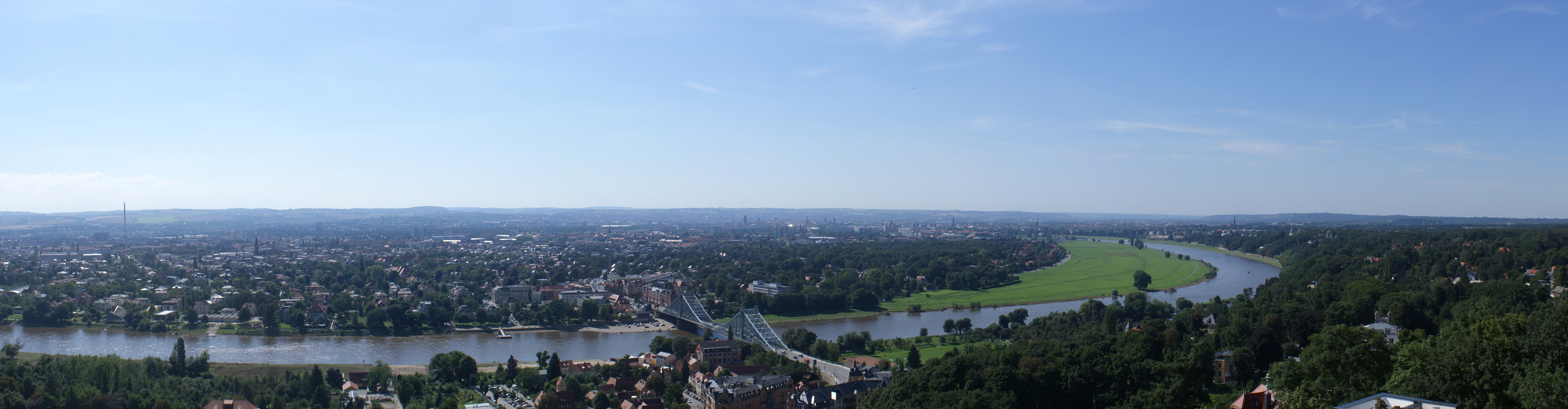
Vue panoramique de Dresde